# Orites excelsa
Orites excelsa es una especie de plantas del género Orites dentro de la familia de las proteáceas.

## Descripción
Es un árbol del bosque templado húmedo de Australia, se distribuye en el norte de Nueva Gales del Sur y el sureste de Queensland. Conocido coloquialmente como el Fresno Espinoso (Prickly Ash), Roble sedoso de montaña.

## Taxonomía
Orites excelsa fue descrito por Robert Brown y publicado en Suppl. Prodr. Fl. Nov. Holl. 32 1830.